# Pico do Touro
O Pico do Touro é uma elevação portuguesa localizada no concelho de Lajes das Flores, ilha das Flores, arquipélago dos Açores.
Este acidente geológico tem o seu ponto mais elevado a 671 metros de altitude acima do nível do mar. Nas proximidades desta formação encontra-se a Lagoa da Lomba, a Lomba da Vaca, a Lagoa Comprida e a Lagoa Funda.